# Xã Valverde, Quận Sumner, Kansas
Xã Valverde (tiếng Anh: Valverde Township) là một xã thuộc quận Sumner, tiểu bang Kansas, Hoa Kỳ. Năm 2010, dân số của xã này là 117 người.